# 레드브레스트
《레드브레스트》(노르웨이어: Rødstrupe)는 요 네스뵈의 2000년 범죄 스릴러 소설로, '형사 해리 홀레 시리즈'의 세 번째 작품이다. 노르웨이 밖에서 주 사건이 벌어졌던 전편 《박쥐》와 《바퀴벌레》와는 달리 노르웨이 오슬로로 돌아와 과거와 현재를 오가며 노르웨이의 역사와 제2차 세계 대전을 되짚는다. 대한민국에는 2013년 비채에서 노진선 번역으로 출간되었다.